# Vakantie in Pandorra
 Vakantie in Pandorra  is een verhaal uit de Belgische stripreeks Piet Pienter en Bert Bibber van Pom.
Het verhaal verscheen als nummer 44 in de reeks bij Keesing, en was dus het eerste album dat niet bij De Vlijt verscheen.

## Personages
- Piet Pienter
- Bert Bibber
- Susan
- Professor Kumulus

## Albumversies
Vakantie in Pandorra verscheen in 1993 als album 44 bij Keesing. Dit was het enige album dat als primeur bij hen werd uitgegeven. In 2000 gaf uitgeverij De Standaard het album opnieuw uit. Uitgeverij 't Mannekesblad deed hetzelfde in 2012.